# Elizabeth George
Elizabeth George (født 26. februar 1949) er en amerikansk forfatter, der skriver kriminalromaner, der foregår i et britisk miljø. George blev født i Ohio, men voksede op i Californien. 
Elizabeth George er uddannet lærer og har en universitetsgrad i psykologi. Hun udgav sin første roman, A Great Deliverance (da: En fars begær) i 1988. Denne roman blev begyndelsen til en serie kriminalromaner med en forholdsvis fast personkreds:
- Thomas Lynley. Inspektør, senere forfremmet til kriminalkomissær ved Scotland Yard. Lynley er adelig, rig og arbejder i politiet fordi han kan lide det.
- Barbara Havers. Politiassistent ved Scotland Yard. Lynleys assistent. Stammer fra arbejderklassen, og er Lynleys politiske modsætning. Bliver i løbet af serien degraderet på grund af sin egenrådighed.
- Winston Nkata. En gådefuld afrikaner, som efterhånden udvikler sig til en særdeles kompetent politiofficer.
- Lady Helen Clyde. Lynleys veninde som han senere gifter sig med. Som han af adelig afstamning. Assisterer ofte...
- Simon Allcourt-St. James. Retstekniker. Lynleys ungdomsven. Invalid efter et trafikuheld, hvor Linley var fører af bilen.
- Deborah St. James. Fotograf. Datter af Lynleys butler, Cotter. I de første romaner kæreste med Lynley. Senere gift med Simon.
- Sir David Hillier. Politimester, der gør livet besværligt for sine underordnede.

Udover kriminalhistorierne i romanerne fortæller disse også meget om hovedpersonernes følelser, problemer med sig selv, hinanden og omverdenen.
George har vundet mange priser for sine bøger, og flere af bøgerne er blevet filmatiseret af BBC, og en del af filmene har været vist på danske kanaler. I filmene forekommer de sidstnævnte to personer ikke. Filmene fokuserer primært på kriminalhistorierne og i mindre grad på det psykologiske spil mellem personerne, som er meget væsentligt i romanerne.
George har også skrevet bøger, der ikke handler om ovenstående personer, blandt andet novellesamlingerne I, Richard (da: Jeg, Richard) og The Evidence Exposed.